# 托馬斯·凱托拉
托馬斯·凱托拉（芬蘭語：Tuomas Ketola，1975年2月21日—），芬蘭男子職業網球運動員。

## 外部連結
- 托馬斯·凱托拉（英文/西班牙文）的官方資料
- 托馬斯·凱托拉的國際網球總會 職業／青少年 官方資料（英文）
- 托馬斯·凱托拉的官方資料（英文）